# آزادی اقتصادی
آزادی اقتصادی یا حق آزادی اقتصادی نشان‌دهندهٔ قابلیت اعضای یک جامعه برای انجام کنش‌های اقتصادی است. این لفظ در علم اقتصاد و مباحثات سیاست‌گذاری و نیز فلسفهٔ اقتصاد سیاسی به کار می‌رود. همانند آزادی برای آزادی اقتصادی نیز تعاریف متعددی وجود دارد ولی تعریف واحدی که مورد قبول عمومی باشد وجود ندارد.
یک رویکرد به آزادی اقتصادی از سنت‌های لیبرالیسم کلاسیک و لیبرترینیسم برمی‌خیزد که بر بازار آزاد، تجارت آزاد، و مالکیت خصوصی در شرایط آزادی فعالیت‌های اقتصادی کارآفرینانه تأکید می‌کند. یک رویکرد دیگر به آزادی اقتصادی از مطالعهٔ اقتصاد رفاه ی انتخاب فرد و آزادی اقتصادی بیشتر ناشی از انتخاب‌های ممکن «بیشتر» برمی‌خیزد. دیگر مفاهیم آزادی اقتصاد شامل حق آزادی از نیاز، و آزادی شرکت در چانه‌زنی دسته‌جمعی بر می‌آید.

## شاخص آزادی اقتصاد
آزادی اقتصاد یکی از اصول مهم در ارزیابی توسعه یافتگی اقتصاد کشورهاست.
درجه آزادی اقتصاد کشورها بر اساس ۵ شاخص تعیین می‌گردد.

## نحوه درجه‌بندی شاخص آزادی اقتصاد

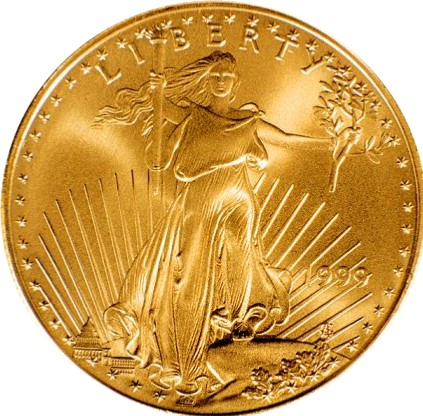
در دهه ۱۹۶۰، آلن گرینسپن استدلال کرد که آزادی اقتصادی مستلزم استاندارد طلایی برای محافظت از پس‌انداز از مصادره از طریق تورم است

۱- مؤسسه فریزر در گزارش آزادی اقتصاد به نظر می‌آید مؤسسه فریزر مستندتر باشد؛ زیرا چند اقتصاددان برنده نوبل اقتصاد بر آن نظارت می‌کنند. گزارش سال ۲۰۰۸ آزادی اقتصاد مؤسسه فریزر ۱۴۱ کشور دنیا را بر اساس اطلاعات سال ۲۰۰۶ رده‌بندی کرده است. این مؤسسه در سال ۱۹۷۵ گزارش خود بر اساس آزادی اقتصاد را منتشر کرد. شاخص آزادی اقتصاد فریزر شاخصی است موزون متشکل از ۵ شاخص:
- ۱- حجم و اندازه دولت
  - مصرف دولت به عنوان درصد GDB
  - حجم یارانه‌ها
  - سرمایه‌گذاری دولت
  - نرخ‌های مالیات بر درآمد و حقوق
- ۲- ساختار قانونی امنیت حقوق مالکیت
  - استقلال از دستگاه قضایی
  - حمایت از مالکیت معنوی
  - دخالت نظامی
  - یکپارچگی دستگاه قضایی
- ۳- دسترسی به نقدینگی سالم
  - رشد نقدینگی
  - آزادی مالکیت ارزهای خارجی
  - نرخ تورم فعلی
  - تغییر تورم در پنج سال اخیر

۴- آزادی تجارت خارجی
- مالیات و تعرفه‌های گمرکی
- موانع تجاری قانونی
- تفاوت نرخ ارز رسمی و بازار سیاه
- کنترل بازار سرمایه
- حجم بخش تجارت

۵- قوانین مالی، بازار کار و تجارت
- میزان مشارکت بانکهای خصوصی و خارجی
- محدودیت نرخ سود بانکی
- سهم سپرده‌ها در بانکهای خصوصی
- محدودیت در قوانین دستمزد و اخراج نیرو
- سهم اشتغال‌زایی دولت

۲- مؤسسه هریتیج شاخص اقتصادی هریتیج از حدود ۵۰ متغیر مستقل اقتصادی که در ۱۰ شاخص دسته‌بندی شده‌اند محاسبه و ارائه می‌شود. آخرین آمار شاخص آزادی اقتصادی بنیاد هریتیج در سال ۲۰۱۳ نیز منتشر شد

## رده‌بندی آزادی اقتصاد بر اساس گزارش هرتریج (انتشار توسط نشریهوال استریت) ۲۰۰۸[۹]
| Rank | Country             | Freedom ٪ |
| ---- | ------------------- | --------- |
| ۱    | هنگ کنگ             | ۹۰٫۳      |
| ۲    | سنگاپور             | ۸۷٫۴      |
| ۳    | جمهوری ایرلند       | ۸۲٫۴      |
| ۴    | استرالیا            | ۸۲٫۰      |
| ۵    | ایالات متحده آمریکا | ۸۰٫۶      |
| ۶    | نیوزیلند            | ۸۰٫۲      |
| ۷    | کانادا              | ۸۰٫۲      |
| ۸    | شیلی                | ۷۹٫۸      |
| ۹    | سوئیس               | ۷۹٫۷      |
| ۱۰   | بریتانیا            | ۷۹٫۵      |
| ۱۱   | دانمارک             | ۷۹٫۲      |
| ۱۲   | استونی              | ۷۷٫۸      |
| ۱۳   | هلند                | ۷۶٫۸      |
| ۱۴   | ایسلند              | ۷۶٫۵      |
| ۱۵   | لوکزامبورگ          | ۷۵٫۲      |

| Rank | Country     | Freedom ٪ |
| ---- | ----------- | --------- |
| ۱۴۳  | آنگولا      | ۴۷٫۱      |
| ۱۴۴  | سوریه       | ۴۶٫۶      |
| ۱۴۵  | بوروندی     | ۴۶٫۳      |
| ۱۴۶  | جمهوری کنگو | ۴۵٫۲      |
| ۱۴۷  | گینه بیسائو | ۴۵٫۱      |
| ۱۴۸  | ونزوئلا     | ۴۵٫۰      |
| ۱۴۹  | بنگلادش     | ۴۴٫۹      |
| ۱۵۰  | بلاروس      | ۴۴٫۷      |
| ۱۵۱  | ایران       | ۴۴٫۰      |
| ۱۵۲  | ترکمنستان   | ۴۳٫۴      |
| ۱۵۳  | میانمار     | ۳۹٫۵      |
| ۱۵۴  | لیبی        | ۳۸٫۷      |
| ۱۵۵  | زیمبابوه    | ۲۹٫۸      |
| ۱۵۶  | کوبا        | ۲۷٫۵      |
| ۱۵۷  | کره شمالی   | ۳٫۰       |